# Réti fülesbagoly
A réti fülesbagoly (Asio flammeus) a madarak (Aves) osztályának bagolyalakúak (Strigiformes) rendjébe, ezen belül a bagolyfélék (Strigidae) családjába tartozó faj.

## Előfordulása
Észak- és Dél-Amerikában, a Karib-tengeri szigeteken, a Galápagos-szigeteken és Ázsiában költ, Dél-Európában, Kis- és Dél-Ázsiában, valamint Afrikában telel.

### Kárpát-medencei előfordulása
Magyarországon rendszeres, kisszámú fészkelő, rendszerint a posztglaciális reliktum élőhelyeken fordul elő (például Hanság, Hortobágy). Állandó, de telente nagyobb távolságokat kóborol, esetenként inváziószerűen nagyobb mennyiségben jelennek meg csapatai. 2018-ban a madárszámlálás adatai alapján 13 itthon telelő réti fülesbaglyot figyeltek meg a madarakat számlálók.

## Alfajai
- eurázsiai réti fülesbagoly (Asio flammeus flammeus) (Pontoppidan, 1763) – Eurázsia, Északnyugat-Afrika, Észak-Amerika
- dél-amerikai réti fülesbagoly (Asio flammeus bogotensis) (Chapman, 1915) – Kolumbia, Ecuador, Peru északi része
- venezuelai réti fülesbagoly (Asio flammeus pallidicaudus) (Friedmann, 1949) - Venezuela, Guyana és Suriname
- déli réti fülesbagoly (Asio flammeus suinda) (Vieillot, 1817) – Dél-Peru, Chile, Bolívia, Tűzföld, Brazília
- Galápagosi fülesbagoly (Asio flammeus galapagoensis) (Gould, 1837) - a Galápagos-szigetek, egyes rendszerekben különálló fajként határozzák meg
- Falkland-szigeteki réti fülesbagoly (Asio flammeus sanfordi) (Bangs, 1919) –  Falkland-szigetek
- Hawaii-szigeteki réti fülesbagoly (Asio flammeus sandwichensis) (A. Bloxam, 1827) – Hawaii szigetek
- Ponape szigeti réti fülesbagoly (Asio flammeus ponapensis) (Mayr, 1933) – Ponape sziget (Mikronézia)
- hispaniolai réti fülesbagoly (Asio flammeus domingensis) (Statius Müller, 1776) – Hispaniola (Dominikai Köztársaság, Haiti)
- Puerto Ricó-i réti fülesbagoly (Asio flammeus portoricensis) (Ridgway, 1882) – Puerto Rico
- kubai réti fülesbagoly (Asio flammeus cubensis) (Garrido, 2007) -  Kuba

## Megjelenése
A réti fülesbagoly hossza 34–42,3 centiméter, szárnyfesztávolsága 95–110 centiméter, míg testtömege 206–475 gramm közötti. Tollazata barna, fehér és fekete mintával. Arca jóval fehéresebb, mint a teste többi része. Ültében az erdei fülesbagolytól (Asio otus)  sárgásabb színe, alig látható tollfüle és sávozatlan hasoldala különbözteti meg.

## Életmódja
Többnyire magányos és nappal is szokott vadászni. Tápláléka mindenféle rágcsálóból áll, hazai viszonyok között legjellemzőbb tápláléka a mezei pocok (Microtus arvalis), de emellett számos más rágcsáló-fajt is fogyaszt.

## Szaporodása
Az ivarérettség egyéves kortól kezdődik, a költési időszak márciustól júniusig tart. A talajra rakja fűszálakból álló fészkét. A fészekaljában 4-10 fehér tojás található, ezeken 26 napig kotlik a tojó. A fiatal madarak 5 hetes korukban repülnek ki.
|  |  |

## Rokon fajok
A réti fülesbagoly rokona az erdei fülesbagolynak (Asio otus).